# کوکوو-فولوارک
کوکوو-فولوارک (به لهستانی:  Kuków-Folwark) یک روستا در لهستان است که در گمینا سوواوکی واقع شده‌است.